# Županijski dom Hrvatskog sabora
Županijski dom je od 1993. do 2001. bio jedan od dva doma Sabora Republike Hrvatske. Drugi dom je bio Zastupnički dom.
Prema Ustavu iz 1990. godine Županijski dom imao je 68 zastupnika. Iz svake županije i Grada Zagreba po 3, što je ukupno 63 (3·21=63), a preostala 5 zastupnika je imenovao predsjednik države. Predsjednik države bi nakon isteka mandata postao doživotni zastupnik Županijskog doma. 

## Ovlasti prema Ustavu iz 1990. godine
Prema Ustavu iz 1990. godine Županijski dom imao je sljedeće ovlasti:
- predlaže Zastupničkomu domu zakone i raspisivanje referenduma;

- raspravlja i može davati mišljenje o pitanjima koja su u djelokrugu Zastupničkoga doma;

- daje Zastupničkomu domu prethodno mišljenje u postupku donošenja Ustava te zakona kojima se uređuju nacionalna prava, razrađuju Ustavom utvrđene slobode i prava čovjeka i građanina, izborni sustav, ustrojstvo, djelokrug i način rada državnih tijela i ustrojstvo lokalne samouprave i uprave;

- može u roku od petnaest dana od dana izglasavanja zakona u Zastupničkom domu, uz obrazloženo mišljenje, vratiti zakon na ponovno odlučivanje Zastupničkomu domu. U tom slučaju Zastupnički dom o donošenju zakona odlučuje natpolovičnom većinom svih zastupnika, osim kada Zastupnički dom zakone donosi dvotrećinskom većinom;

- obavlja druge poslove utvrđene Ustavom.

## Ustav iz 2000. godine
Ustavnim promjenama iz 2000. godine broj zastupnika u Županijskom domu je smanjen na 65, a ovlasti su mu bile sljedeće:
- predlaže Zastupničkom domu zakone i raspisivanje referenduma,

- raspravlja i može davati mišljenja o pitanjima koja su u djelokrugu Zastupničkog doma,

- daje Zastupničkom domu prethodno mišljenje u postupku donošenja i promjene Ustava,

- daje Zastupničkom domu prethodno mišljenje u slučajevima iz članka 7. stavka 2. Ustava,

- obavlja druge poslove utvrđene Ustavom.

U postupku donošenja zakona kojima se razrađuju Ustavom utvrđene slobode i prava čovjeka i građanina, izborni sustav, ustrojstvo, djelokrug i način rada državnih tijela, ustrojstvo i djelokrug državne uprave te ustrojstvo, djelokrug i financiranje jedinica lokalne i područne (regionalne) samouprave.  
Županijski dom ravnopravno odlučuje sa Zastupničkim domom. Zakon o kojem Županijski dom i Zastupnički dom ravnopravno odlučuju, smatra se donesenim kad je u oba doma izglasan u istovjetnom tekstu. U slučaju kad Županijski dom ne odluči o zakonu koji je izglasan u Zastupničkom domu ili kad domovi Sabora ne izglasaju zakon u istovjetnom tekstu ili ako se o tekstu zakona ne postigne suglasnost u roku od 15 dana od dana izglasavanja, donesen je zakon u tekstu u kojem je izglasan u Zastupničkom domu. 
Ako drži da su zakonom koji je donio Zastupnički dom povrijeđena prava jedinica lokalne i područne (regionalne) samouprave, osim zakona o kojima Županijski dom ravnopravno odlučuje sa Zastupničkim domom, Županijski dom može u roku od 8 dana od dana
izglasavanja zakona u Zastupničkom domu, uz obrazloženo mišljenje, vratiti zakon na ponovno odlučivanje Zastupničkom domu. U tom slučaju Zastupnički dom o donošenju zakona odlučuje natpolovičnom većinom svih zastupnika, osim kada Zastupnički dom zakone donosi dvotrećinskom većinom.

## Ustav iz 2001. godine
Ustavnim promjenama iz 2001. godine Županijski dom je ukinut, a Zastupnički dom postao je jedini dom Hrvatskog sabora. 

## Izbori
Izbori za Županijski dom su održani 1993. i 1997. godine.

## Danas
Prostorija u kojoj je prije zasjedao Županijski dom Hrvatskog sabora se danas koristi kao mala vijećnica Hrvatskog sabora.

## Poveznice
- Popis predsjednika Hrvatskog sabora